# Clematoclethra
Clematoclethra – monotypowy rodzaj  z rodziny aktinidiowatych (Actinidiaceae ), z jednym gatunkiem – Clematoclethra giraldii Diels (Bot. Jahrb. Syst. 29: 472. 1900), będącym endemitem Chin. Rośnie w lasach i zaroślach na stokach i w dolinach gór, na rzędnej od 1000 do 3900 m n.p.m.

## Morfologia
PokrójDrewniejące pnącze o pędach nagich, omszonych lub owłosionych, wełnisto lub szczeciniasto.  Łuski pąków czarnobrązowe, skórzaste i trwałe – zachowują się u nasady rozwijających się tegorocznych pędów.
LiścieO bardzo zmiennym kształcie – jajowate, ale też szeroko jajowate i lancetowate, o długości od 3 do 15 cm i szerokości od 1,5 do 8 cm. Blaszka z obu stron naga lub owłosiona, u nasady sercowata, na brzegu ząbkowana, rzadko całobrzega, na szczycie zaostrzona lub stępiona.
KwiatyZebrane po kilka do 12 w wierzchotkowate kwiatostany wyrastające w kątach liści. Dziełki kielicha zrośniete u nasady, szerokojajowate, białe lub białozielone, o długości 3–4 mm. Płatki korony wolne, białe lub czerwono nabiegłe, szeroko jajowate lub eliptyczne, o długości 5–8 mm.
OwoceSkórzasta torebka, zaokrąglona, o średnicy ok. 5–7 mm, rzadko do 10 mm. Barwy czerwonej do czarnej, na powierzchni z 5 żebrami.

## Systematyka
Pozycja systematyczna według APweb (aktualizowany system APG III z 2009)
Jeden z trzech rodzajów klasyfikowanych do rodziny aktinidiowatych Actinidiaceae, która wraz z siostrzaną rodziną Roridulaceae należą do rzędu wrzosowców wchodzącego w skład grupy astrowych (asterids) w obrębie dwuliściennych właściwych (eudicots).
Zmienność
W obrębie gatunku wyróżnia się podgatunek nominatywny  i trzy inne:
- C. scandens subsp. scandens
- C. scandens subsp. actinidioides (Maximowicz) Y. C. Tang & Q. Y. Xiang
- C. scandens subsp. hemsleyi (Baillon) Y. C. Tang & Q. Y. Xiang
- C. scandens subsp. tomentella (Franchet) Y. C. Tang & Q. Y. Xiang